# خسوس مندز
خسوس مندز (انگلیسی: Jesús Méndez؛ زادهٔ ۱ اوت ۱۹۸۴) بازیکن فوتبال اهل آرژانتین است.
از باشگاه‌هایی که در آن بازی کرده‌است می‌توان به باشگاه فوتبال ریور پلاته، باشگاه فوتبال سنت گالن، باشگاه فوتبال بوکا جونیورز، باشگاه فوتبال بارسلونا، باشگاه اتلتیکو ایندپندینته، و باشگاه فوتبال روساریو سنترال اشاره کرد.
وی همچنین در تیم ملی فوتبال آرژانتین بازی کرده‌است.